# Al Rinker
Alton M. Rinker (Tekoa, 20 december 1907 – Burbank (Los Angeles County, Californië), 11 juni 1982) was een Amerikaanse jazzzanger, songwriter en radioproducent. Hij werd bekend door zijn samenwerking met Paul Whiteman.

## Biografie
Al Rinker begon tijdens zijn collegetijd in 1925 als partner van Bing Crosby in een band in Spokane om zich daarna als duo zelfstandig te maken. In 1926 speelden ze hun eerste song I've Got the Girl in met het Don Clarks Orchestra. In hetzelfde jaar nam Whiteman beiden onder contract in Los Angeles. In 1927 kwam zanger, songwriter en pianist Harry Barris erbij. In dit zangtrio The Rhythm Boys werkte Rinker met het Paul Whiteman Orchestra en werkte hij mee in muziekfilms als Confessions of a Co-Ed (1931) en Two Plus Fours (1930) en in Whitemans film The King of Jazz (1930), waarin ze songs zongen als Mississippi Mud. In 1932 werkten The Rhythm Boys nog met Gus Arnheim. Toen Crosby een solocarrière begon, werd de band, die in 1943 nog een keer samenkwam voor een radio-optreden, ontbonden. Rinker maakte tussentijds carrière bij de radio. Met Beatric Kay produceerde hij voor CBS van 1940 tot 1944 de radioshow The Gay Nineties Revue.
In 1952 had Rinker met de song You Can't Do Wrong Doin' Right, waarvoor hij songtekst had geschreven, een optreden in de film Push-Button Kitty en in de tv-serie The Many Loves of Dobie Gillis. Hij schreef ook de song Ev'rybody Wants to Be a Cat voor de Disney-animatiefilm The Aristocats (1970).

## Privéleven en overlijden
Al Rinkers zus was de jazzzangeres Mildred Bailey en zijn jongere broer Charles werd bekend als songwriter voor Gene de Paul. Al Rinker overleed in juni 1982 op 74-jarige leeftijd.
- Biblioteca Nacional de España: XX942873
- Bibliothèque nationale de France: cb13948568w (data)
- Gemeinsame Normdatei: 1079114114
- International Standard Name Identifier: 0000 0000 5954 5778
- Library of Congress Control Number: n93022041
- MusicBrainz: 984db263-639c-427a-8679-8e44b9122911
- Nationale Bibliotheek van Israël: 987007324752805171
- Istituto Centrale per il Catalogo Unico: CFIV161845
- Virtual International Authority File: 44490520
- WorldCat: E39PBJm9bQdqqGbbjkbk78hfv3